# Lacconectus fallaciosus
Lacconectus fallaciosus là một loài bọ cánh cứng trong họ Bọ nước. Loài này được Brancucci miêu tả khoa học năm 1986.